# Cerro de la Creueta del Coll
El cerro de la Creueta del Coll (en catalán: turó de la Creueta del Coll) es un cerro de 245 metros que se encuentra en el municipio de Barcelona, en la comarca del Barcelonés, España. Es el cerro que está situado más al oeste del parque de los Tres Cerros, junto al cerro del Carmelo y el cerro de la Rovira. También es conocido como Turó d'en Falcó, por el nombre de una masía cercana hoy desaparecida.
Las canteras lo han vaciado casi por completo, de modo que solamente se conserva la cara que mira al Tibidabo. Unas casas de 1880 hablan de las urbanizaciones más antiguas. Y entre los años 1940 y 1990 estuvo poblado por un barrio de barracas.
Un sendero permite carenar la montaña bajando para llegar al parque de la Creueta del Coll. Aprovechando el espacio dejado por la cantera, los arquitectos Josep Martorell, Oriol Bohigas y David Mackay elaboraron un proyecto que se inauguró en 1987.